# Darksynth
La darksynth est un sous-genre musical dérivé de la synthwave et du Metal. Les thématiques abordées par la darksynth sont plus lourdes, sombres et tragiques que la synthwave. La darksynth est souvent inspirée par les musiques de films d’horreur ou de science-fiction des années 1970 et 1980, notamment du compositeur/réalisateur John Carpenter, mais aussi par l'univers du cyberpunk, sous-genre de la science-fiction.
Ce genre se caractérise par des tempos plus rapides que dans la synthwave, l’utilisation importante de basse lourdes et de rythmes industriels, ainsi que l’utilisation de synthétiseurs vintages des années 1980. La darksynth est musicalement fortement influencée par le metal également.

## Histoire
Perturbator est l’un des pionniers du genre musical darksynth. Il se fait connaître dans un premier temps en participant à la composition de la bande originale du jeu vidéo Hotline Miami. Il sort par la suite en 2012 et en 2013 deux albums ainsi que plusieurs EP. Il signe en 2014 dans le label de musique metal finlandais Blood Music pour son troisième LP intitulé Dangerous Days qui connaît un certain succès.
Carpenter Brut sort son premier EP intitulé EP I en 2012. Son morceau, Le Perv, qui fait succès et devient même la bande son d'une publicité de AdopteUnMec, tandis que le clip du morceau Turbo Killer dépasse 1,5 million de vues sur YouTube. Carpenter Brut et Perturbator sont invités dans des festivals de metal ou généralistes réputés en Ukraine, en Suède, ainsi qu’en Russie comme le festival Motocultor et le Dourfestival,.
On retrouve des bandes sons darksynth dans plusieurs jeux vidéo, notamment dans Hotline Miami, Hotline Miami 2: Wrong Number, Furi ou encore Katana Zero.

## Principaux représentants du genre musical
Les représentants les plus iconiques de ce genre musical sont Carpenter Brut et Perturbator. On retrouve dans les groupes de darksynth Judge Bitch, CYBERTHING!, Dan Terminus, Domewrecker, Noir Deco, Electric Dragon, Cluster Buster, Tommy '86, Makeup And Vanity Set, Dance With the Dead, Lazerhawk, GosT, Mega Drive, Misanthropix, Lazerpunk, Daniel Deluxe, DEADLIFE, Midnight Danger ou encore Volkor X.

## Autres appellations
La darksynth est aussi nommée electro synth, heavy outrun synthwave, synthcore, slasher synth, metal dance, cyber-doom-wave ou encore horror synth.[réf. nécessaire]